# Yūki Kunii
Yūki Kunii (國井勇輝?, Kunii Yūki; Tokyo, 18 febbraio 2003) è un pilota motociclistico giapponese.

## Carriera
Dopo aver partecipato a diverse competizioni nazionali, nel 2017 chiude 5º nell'Asia Talent Cup e 11º nella categoria Moto3 del campionato spagnolo Velocità, competizione in cui finisce 6º nel 2018, anno in cui corre anche nella MotoGP Rookies Cup. Nel 2019 debutta nella classe Moto3 del motomondiale, correndo come wild card in Repubblica Ceca su una Honda NSF250R; non ottiene punti.
Nel 2020 diventa pilota titolare nel Honda Team Asia, con compagno di squadra Ai Ogura; non ottiene punti.
Nel 2021 rimane nello stesso team, con compagno di squadra Andi Farid Izdihar. Ottiene come miglior risultato un ottavo posto nel Gran Premio di Stiria e termina la stagione al venticinquesimo posto con 15 punti. In questa stagione è costretto a saltare i Gran Premi di Francia e Italia a causa della frattura della clavicola sinistra rimediata nelle qualifiche del GP di Francia e il Gran Premio di San Marino per una squalifica comminatagli a seguito di un incidente nelle prove libere del GP.

## Risultati nel motomondiale
| 2019 | Classe | Moto  |  |  |  |  |  |  |  |  |  |     |  |  |  |  |  |  |  |  |  |  |  |  | Punti | Pos. |
| ---- | ------ | ----- |  |  |  |  |  |  |  |  |  | --- |  |  |  |  |  |  |  |  |  |  |  |  | ----- | ---- |
| 2019 | Moto3  | Honda |  |  |  |  |  |  |  |  |  | Rit |  |  |  |  |  |  |  |  |  |  |  |  | 0     |      |

| 2020 | Classe | Moto  |    |     |    |     |    |    |    |    |    |    |    |    |    |    |    |  |  |  |  |  |  |  | Punti | Pos. |
| ---- | ------ | ----- | -- | --- | -- | --- | -- | -- | -- | -- | -- | -- | -- | -- | -- | -- | -- |  |  |  |  |  |  |  | ----- | ---- |
| 2020 | Moto3  | Honda | 18 | Rit | 16 | Rit | 26 | 22 | 23 | 25 | 21 | 20 | 20 | 25 | 17 | 18 | 22 |  |  |  |  |  |  |  | 0     |      |

| 2021 | Classe | Moto  |    |    |    |    |    |     |    |     |    |   |    |    |    |    |    |     |    |     |  |  |  |  | Punti | Pos. |
| ---- | ------ | ----- | -- | -- | -- | -- | -- | --- | -- | --- | -- | - | -- | -- | -- | -- | -- | --- | -- | --- |  |  |  |  | ----- | ---- |
| 2021 | Moto3  | Honda | 16 | 15 | 16 | 14 | NP | Inf | 12 | Rit | 23 | 8 | 18 | 24 | 17 | SQ | 25 | Rit | 20 | Rit |  |  |  |  | 15    | 25º  |

| 2025 | Classe | Moto  |    |    |    |    |    |    |    |    |    |     |    |    |    |  |  |  |  |  |  |  |  |  | Punti | Pos. |
| ---- | ------ | ----- | -- | -- | -- | -- | -- | -- | -- | -- | -- | --- | -- | -- | -- |  |  |  |  |  |  |  |  |  | ----- | ---- |
| 2025 | Moto2  | Kalex | 19 | 23 | 17 | 24 | 16 | 22 | 20 | 22 | 23 | Rit | 19 | 23 | 24 |  |  |  |  |  |  |  |  |  | 0     |      |

| Legenda | 1º posto        | 2º posto            | 3º posto            | A punti      | Senza punti        | Grassetto – Pole position Corsivo – Giro più veloce |
| Legenda | Gara non valida | Non qual./Non part. | Ritirato/Non class. | Squalificato | '-' Dato non disp. | Grassetto – Pole position Corsivo – Giro più veloce |